# Терлок (Калифорния)
Терлок (англ. Turlock) — город в округе Станисло, Калифорния, США. По оценкам, в 2018 году население 73 504 человека сделало его вторым по величине городом в округе Станисло после Модесто.

## История

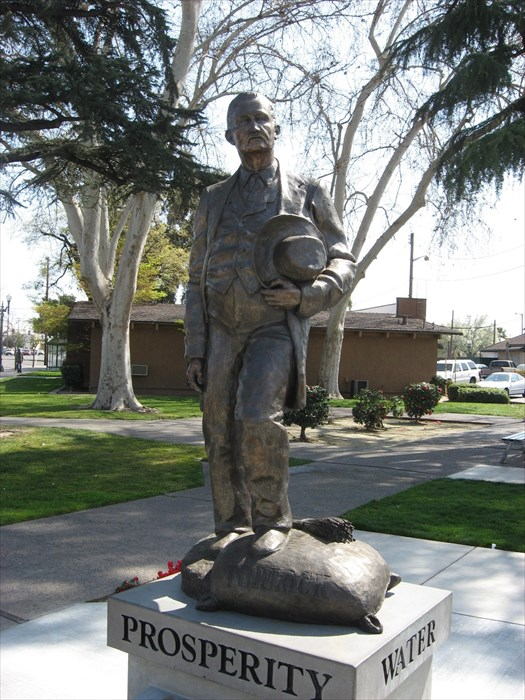
Статуя Джона Митчелла в Центральном парке города Терлок

Терлок основан 22 декабря 1871 года выдающимся зерновым фермером Джоном Уильямом Митчеллом, город состоял из почтового отделения, склада, зернохранилища и нескольких других зданий. Митчелл отказался от чести называть город своим именем. Вместо этого было выбрано имя «Терлок» (от англ. Turlock). Считается, что название происходит от ирландской деревни Турло. В октябре 1870 года журнал Harper’s Weekly опубликовал отрывок из рассказа английского романиста Джеймса Пейна «Что разводят в кости» (англ. Bred in the Bone), в котором упоминается город под названием «Турлоу» (в переводе с гэльского — «Терлок»). Местные историки считают, что статью Harper’s Weekly мог прочитать один из ранних жителей — Х. В. Ландер, который и предложил альтернативное название города.
Митчелл и его брат были успешными бизнесменами, покупали землю и разводили большие стада крупного рогатого скота и овец, которые были проданы золотодобытчикам и другим по прибытии. Они также были лидерами в выращивании пшеницы и возделывали участки земли в соответствии с системой арендаторов. Митчеллам принадлежала большая часть территории, более 100 000 акров, от Киса до Этуотера. В начале XX века участки площадью 20 акров из поместья Митчелла были проданы за 20 долларов за акр.
Несмотря на то, что Терлок стал относительно процветающим и оживлённым центром деятельности в течение конца XIX века, он не был включён в качестве города до 15 февраля 1908 года. К тому времени интенсивное развитие сельского хозяйства окружило большую часть города (сельское хозяйство остаётся основной экономической силой в регионе в настоящее время). Многие из первоначальных мигрантов в этот регион были шведами. В ранней статье «Хроники Сан-Франциско», в которой говорилось о регионе и продуктивности молочной железы сообщества, «вы должны передать её скандинавам за то, что они знают, как управлять молочной фермой».
Терлок стал известен как «Сердце долины» из-за его сельскохозяйственного производства. С бумом пришли расовая и рабочая борьба. В июле 1921 года толпа из 150 белых людей выселила 60 японских сборщиков канталупы из жилых домов и ранчо возле Терлока, забрав их вещи на грузовиках из города. Белые люди утверждали, что японцы «подрезали» белых рабочих, беря более низкую заработную плату за ящик собранных фруктов. В знак протеста производители фруктов угрожали не нанимать белых рабочих за выселением, предпочитая, чтобы дыни гнили на лозах, чтобы затем нанимать таких людей. В результате этой позиции выселение имело противоположный эффект от намерения толпы. К августу японские рабочие вернулись и стали едва ли не единственными людьми, занятыми сбором дынь.
Это дело привлекло к себе всеобщее внимание, и губернатор Калифорнии Уильям Стивенс пообещал, что справедливость будет восстановлена. Шесть человек были быстро арестованы, но, по-видимому, не были обеспокоены обвинениями, заявив, что лидеры Американского легиона и торговой палаты Терлока сказали им, что от их действий не возникнет никаких проблем. Хотя бывший ночной сторож Терлока показал, что один из обвиняемых раскрыл план по «очистке Терлока от япошек», все арестованные были оправданы.
Редакция «Хроники Сан-Франциско» (англ. San Francisco Chronicle) противостояла выселению и японскому труду. В одной колонке говорилось, что: «Мы в Калифорнии полны решимости, что восточных работников не пускают в штат. Но это не означает, что порядочные граждане Калифорнии будут допустим на одно мгновение такие разбирательства, как нападение толпы на рабочих японских канталуп в районе Терлока.».
В 1930 году население Терлока составляло 20 % ассирийцев. Они были настолько значительной частью населения, что южную часть города даже стали называть Малой Урмией, относящейся к региону северо-западного Ирана из большинства пришедших. В 1930-х годах Терлок был назван «Верь, Рипли, или нет!» как имеющий большинство церквей на душу населения в США, что было частично связано с разнообразием этнических церквей, созданных для относительно небольшого количества поселенцев. Были построены различные религиозные центры, отражающие разнообразие населения, такие как сикхские гурдвары, различные ассирийские христианские церкви и многие основные протестантские, мормонские и римско-католические церкви.

## География
Диаграмма представляет местоположения ближайших
населённых пунктов в радиусе 16 км вокруг Терлока.

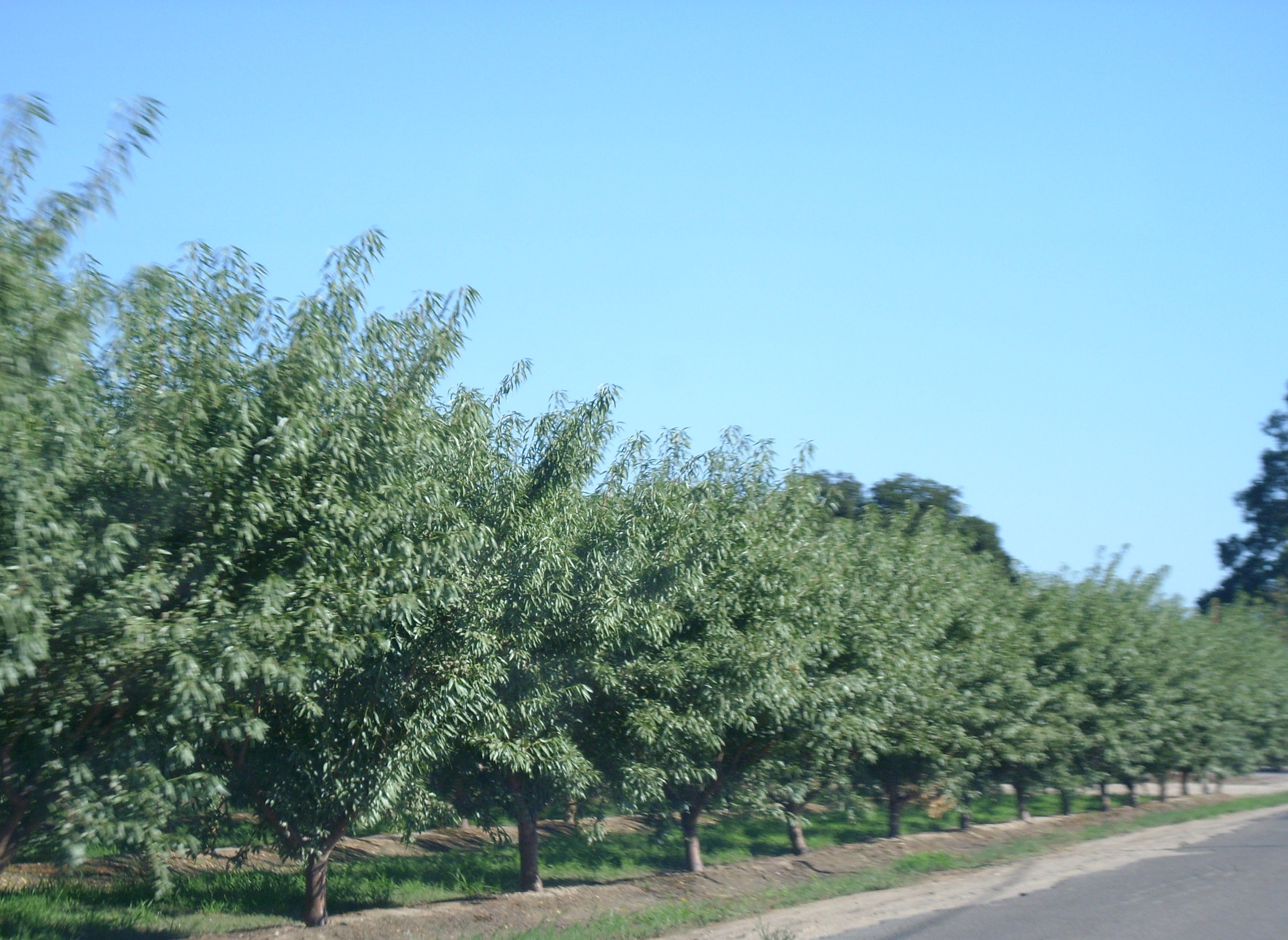
Миндальный сад возле Терлока

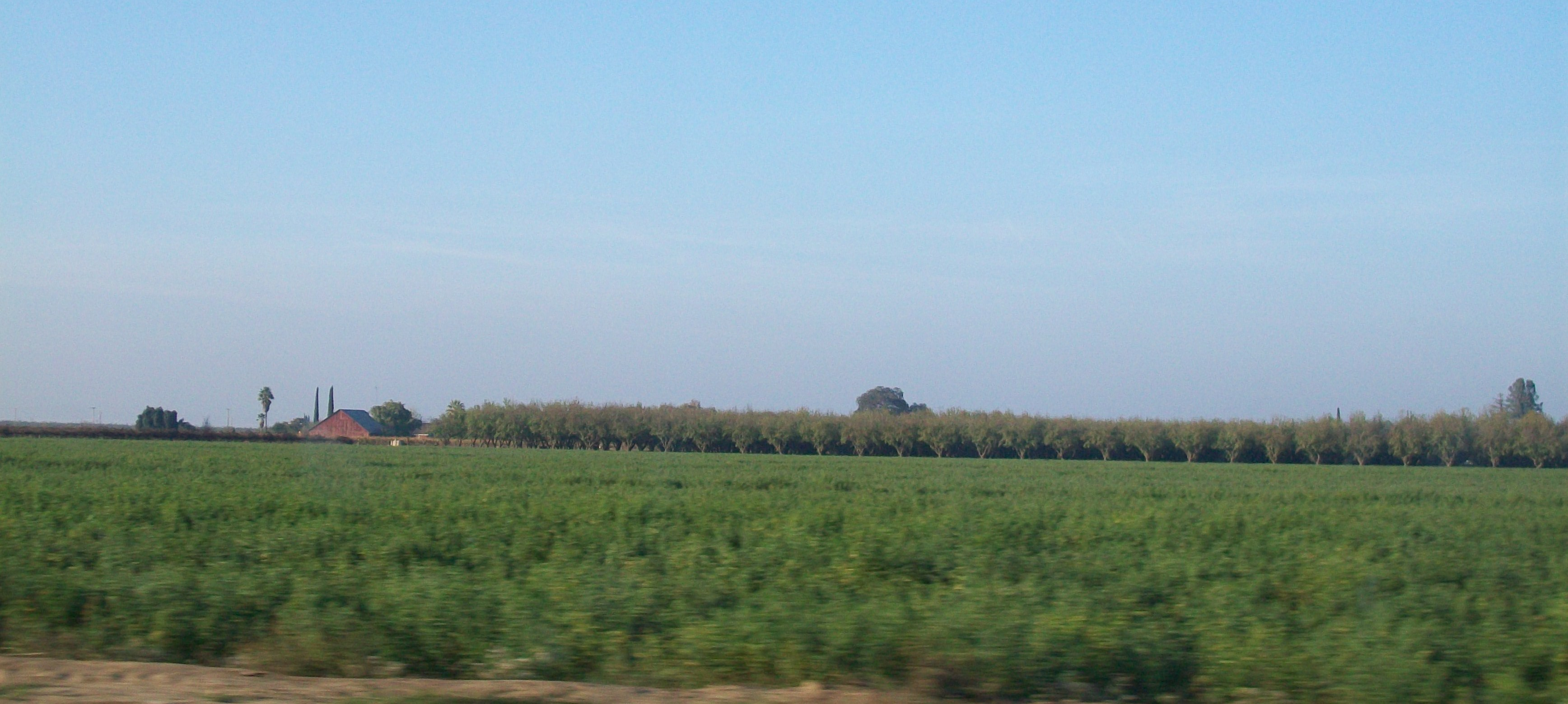
Поля в Терлоке

Терлок находится в округе Станисло, в 37°30′21″ с. ш. 120°50′56″ з. д., между городами Модесто и Мерсед, на пересечении государственного маршрута 99 и государственного маршрута 165. Его высота над уровнем моря около 31 м. По данным Бюро переписи населения США, город имеет общую площадь 44 км2, и всё это — суша.

### Климат
В Терлоке жаркое, в основном сухое лето и прохладная, влажная зима. Средние температуры января составляют максимум 53,7° F (12,1° C) и минимум 38,1° F (3,4° C). Средние температуры июля составляют максимум 104,4° F (40,2° C) и минимум 62,6° F (17,0° C). Существует в среднем 78,0 дней с максимумами 90° F (32° C) или выше и в среднем 19,8 дней с минимумами 32° F (0° C) или ниже. 9 июля 1896 года рекордно высокая температура составила 114° F (46° С). 21 января 1922 года и 19 декабря 1924 года была рекордно низкая температура — 18° F (-7,8° С).
Среднегодовое количество осадков составляет 11,88 дюймов (302 мм). В среднем 48 дней с измеримыми осадками. Самый влажный год был 1983-й с 27,03 дюйма (687 мм), а самый сухой — 1953 год с 5,32 дюйма (135 мм). Наибольшее количество осадков за месяц составило 8,47 дюйма (215 мм) в феврале 1998 года. Наибольшее количество осадков за 24 часа составило 2,70 дюйма (69 мм) 11 декабря 1906 года. Хотя в Терлоке снег бывает очень редко, 3,0 дюйма (76 мм) выпало в январе 1922 года и 2,0 дюйма (51 мм) выпало в феврале 1976 года.
| Показатель                    | Янв. | Фев. | Март | Апр. | Май  | Июнь | Июль | Авг. | Сен. | Окт. | Нояб. | Дек. | Год |
| ----------------------------- | ---- | ---- | ---- | ---- | ---- | ---- | ---- | ---- | ---- | ---- | ----- | ---- | --- |
| Абсолютный максимум, °C       | 20   | 25   | 30,6 | 35,6 | 39,4 | 42,2 | 45,6 | 43,9 | 39,4 | 36,7 | 28,3  | 21,1 |     |
| Средний суточный максимум, °C | 12,8 | 16,1 | 20,0 | 22,8 | 27,2 | 31,1 | 34,4 | 33,3 | 31,1 | 25,6 | 17,8  | 12,2 |     |
| Средняя температура, °C       | 8,6  | 11,1 | 13,9 | 16,4 | 20,0 | 23,3 | 25,8 | 25,0 | 23,1 | 18,6 | 12,5  | 8,1  |     |
| Средний суточный минимум, °C  | 4,4  | 6,1  | 7,8  | 10,0 | 12,8 | 15,8 | 17,2 | 16,7 | 15,0 | 11,7 | 7,2   | 3,9  |     |
| Абсолютный минимум, °C        | −7,8 | −3,9 | 0,6  | 1,7  | 5,6  | 7,2  | 11,7 | 11,1 | 8,9  | 3,9  | −1,1  | −7,8 |     |
| Норма осадков, мм             | 61   | 55,9 | 50,8 | 22,9 | 10,2 | 2,5  | 0    | 0    | 50,8 | 17,8 | 35,6  | 50,8 | 302 |
| Источник: www.wrcc.dri.edu    |      |      |      |      |      |      |      |      |      |      |       |      |     |

## Демография

### 2010 год
По данным переписи населения США 2010 года, население Терлока составляло 69 733 человек. Популяционная плотность населения была 1563,5 на км2. Расовый состав Терлока составлял 47 864 (69,8 %) белых, 1160 (1,7 %) афроамериканцев, 601 (0,9 %) коренных американцев, 3865 (5,6 %) азиатов, 313 (0,5 %) жителей тихоокеанских островов, 11 328 (16,5 %) из других рас и 3418 (5,0 %) метисов из двух или более рас. Латиноамериканцев разных рас было 24,957 человек (36,4 %). Согласно данным переписи, 67 342 человека (98,2 % населения) жили в домохозяйствах, 687 (1,0 %) — проживали в неинституционализированных группах, а 520 (0,8 %) — были институционализированы.
Существовали 22 772 домохозяйств, из которых 9339 (41,0 %) имели детей в возрасте до 18 лет, проживающих в них, 12 055 (52,9 %) были супружескими парами противоположного пола, проживающими вместе, 3161 (13,9 %) семейные женщины проживали без мужей, в 1453 (6,4 %) домохозяевах мужского пола не было. Было 1387 (6,1 %) не состоящих в браке партнёрств противоположного пола и 153 (0,7 %) однополых супружеских пары или партнёрства. 4755 домохозяйств (20,9 %) состояли из отдельных лиц, а у 2058 (9,0 %) был кто-то живущий один в возрасте 65 лет и старше. Средний размер домохозяйства — 2,96 человек. Было 16 669 семей (73,2 % всех домохозяйств); средний размер семьи был 3,45 человек. Распределение населения составило 18 820 человек (27,5 %) в возрасте до 18 лет, 8087 человек (11,8 %) в возрасте от 18 до 24 лет, 18 313 человек (26,7 %) в возрасте от 25 до 44, 15 317 человек (22,3 %) в возрасте от 45 до 64 лет и 8012 человек (11,7 %) в возрасте 65 лет и старше. Средний возраст составлял 32,5 года. На каждые 100 женщин приходилось 94,8 мужчин. На каждые 100 женщин возрастом 18 лет и старше насчитывалось 90,9 мужчин.
Было 24 627 единиц жилья со средней плотностью 561,7 человек на км2, из которых 12 622 (55,4 %) были заняты собственниками, а 10 150 (44,6 %) были заняты арендаторами. Доля вакантных домовладельцев составила 2,6 %; арендная ставка составила 9,0 %. 37 867 человек (55,2 % населения) жили в квартирах, занимаемых владельцами, а 29 475 человек (43,0 %) жили в квартирах, сдаваемых в аренду.

### 2000
По данным переписи населения США 2000 года в городе проживает 55 810 человек, 18 408 домохозяйств и 13 434 семьи. Плотность населения составляет 4194,7 человека на квадратную милю (1 620,2 км2). Имеется 19 095 единиц жилья со средней плотностью 1435,2 на квадратную милю (554,3 км2). Расовый состав города составляет 72,3 % белых, 1,4 % афроамериканцев, 0,9 % коренных американцев, 4,5 % азиатов, 0,3 % жителей тихоокеанских островов, 15,2 % других рас и 5,4 % от двух или более рас. Латиноамериканцев разных рас было 29,4 % населения.
4,9 % населения Терлока сообщили о происхождении в категории ассирийцев. Это был четвёртый по величине процент в Соединённых Штатах для этой категории, самый высокий для сообщества за пределами округа Окленд, штат Мичиган, и единственное из семи лучших мест в этой категории, которое не было одним из северных пригородов Детройта.

## Экономика
Фостер Фармс, медицинский центр «Эмануэль» и объединённый школьный округ Терлок являются крупнейшими работодателями в городе. MedicAlert — некоммерческая, благотворительная и основанная на членстве организация, предоставляющая круглосуточную медицинскую информацию, работает в Терлоке с момента своего основания в 1956 году.

## Спорт
Шоубольная команда Turlock Cal Express на Большой арене футбольной лиги играет в крытом футбольном комплексе Терлок. Терлок является домом для бойцов Калифорнийского государственного университета в Национальной университетской спортивной ассоциации.

## Правительство
Основная статья: Правительство округа Станисло
Терлок использует форму правления «Совет, управляющий правительством». Он возглавляется городским Советом из пяти человек, состоящим из мэра, вице-мэра и трёх членов Совета. Мэр избирается в целом, а каждый член Совета избирается в один из четырёх избирательных округов. Все пять членов Совета избираются на четырёхлетний срок. Городской совет Терлока проводит открытые собрания каждый второй и четвёртый вторник каждого месяца в 18:00. Мэрия расположена на 156-м Южном Бродвее в Терлоке. Непосредственно избранный городской казначей также служит четырёхлетний срок.
В законодательном органе штата Калифорния Терлок находится в 8-м сенатском округе, представленном республиканцем Андреасом Борджеасом, и в 12-м округе Ассамблеи, представленном республиканской Флорой Хит.
В Палате представителей Соединённых Штатов Терлок находится в 10-м округе Конгресса в Калифорнии, представленный демократом Джошем Хардером.

## Образование

### Колледж

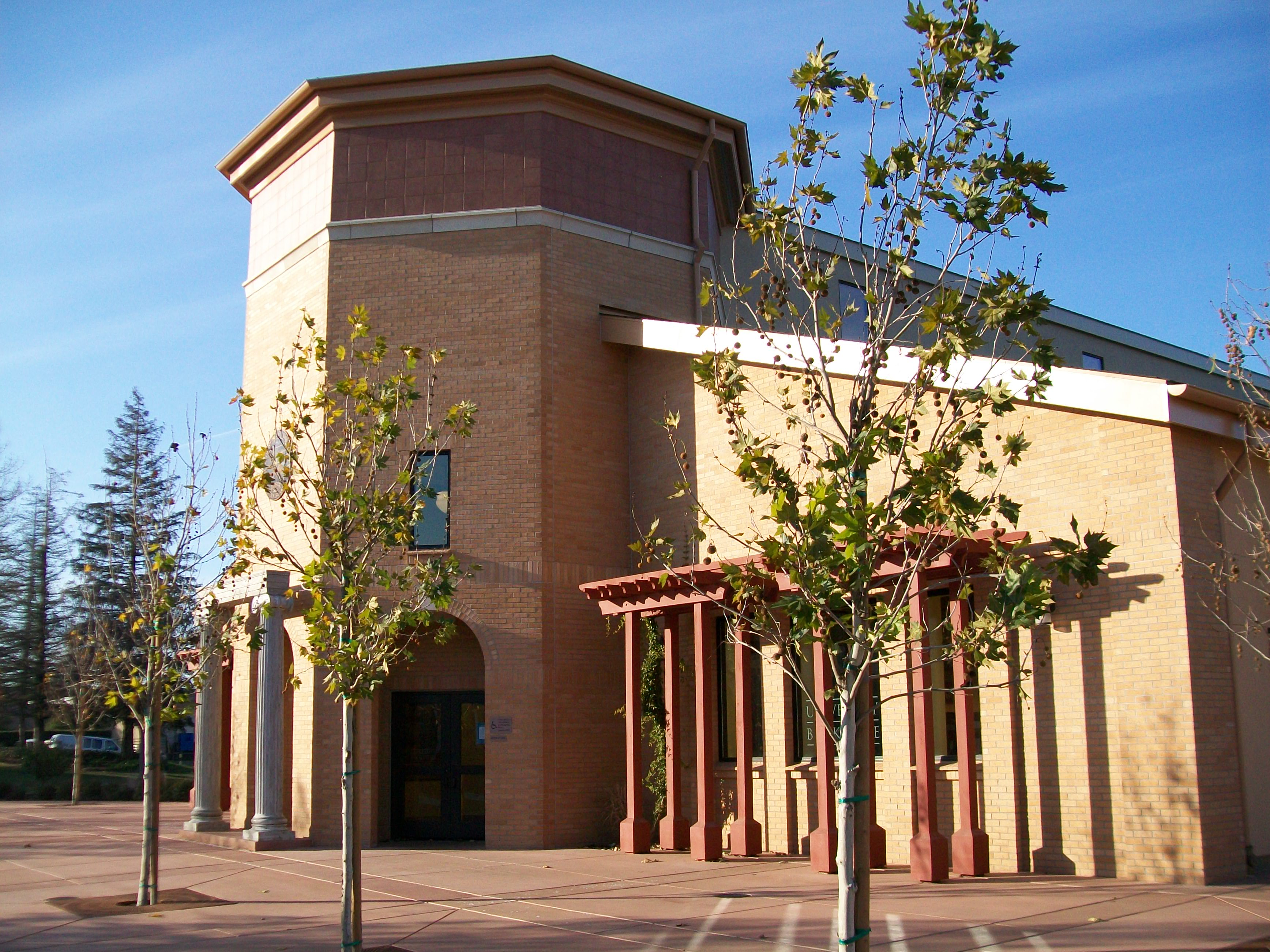
Университетский городок Калифорнийского государственного университета

Терлок является домом Калифорнийского государственного университета, Гуманитарного университета, и частью системы Университета штата Калифорния с 23-мя кампусами. По состоянию на 2013 год CSU Stanislaus сообщил, что число студентов бакалавриата составляет 7754 студента. Число увеличивается до 8 917 при рассмотрении всех студентов, в том числе аспирантов.

### Среднее образование
Терлок является домом для двух государственных средних школ, средней школы Терлок и средней школы Джона Питмана, а также для средней школы Розелон, которые являются частью Объединённого школьного округа Терлок. Средняя школа в Терлоке, первая в городе, была открыта в 1907 году, а в 2002 году была открыта школа Питмана в крупной зоне роста северного Терлока. В 2007 году школа Питмана была удостоена награды Калифорнийской выдающейся школы — одной из двух средних школ в округе, награждённой за этот год. Школа Питмана также известна своим учеником — бывшей звездой НФЛ — Колином Каперником.
Христианская средняя школа Терлока (см. Список средних школ Калифорнии) — частная средняя школа в городе. Занятия проводятся в часовне Монте Виста, церкви в Терлоке. У Терлока есть две средние школы, две средние школы и девять начальных школ, одна из которых получила награду California Distinguished School в 2012 году и выиграла 10 000 долларов на конкурсе, проводимом Скоттисом. Деньги, полученные от конкурса, помогли Объединённому школьному округу Терлок (см. Список школьных округов Калифорнии по округам) недавно приобрести Chromebook для школьного использования.

### Начальное образование
В Терлоке расположены начальные школы Жюльена, Кроуэлла, Уэйкфилда, Осборна, Каннингема, Эрла, Волната, Медейроса и Брауна. Из них школы Волната, Медейроса и Эрла получили самые высокие оценки.

## Медиа
Turlock Journal — местная газета, работает непрерывно с 1904 года.

## Транспорт
Терлок Транзит является официальным городским автобусным сообщением, в то время как Транзитная система округа Станисло также имеет маршруты в Терлоке. Станция пригородной железной дороги с фирменными поездами Altamont Commuter Express планируется построить в Терлоке для обслуживания, начиная с 2027 года.

## Известные люди
- Ричард Баре[англ.] — телевизионный директор (Зелёные просторы, Сумеречная зона).
- Том Брандстейтер[англ.] — игрок НФЛ (Денвер, Индианаполис, Майами, Сент-Луис, Даллас Ковбойз).
- Тони Корбин[англ.] — футболист.
- Элисон Кокс — серебряный призёр олимпийских игр, женская гребля, Афины, 2004.
- Лестер Хейс[англ.] — спортсмен НФЛ (Окленд Рэйдерс).
- Дот-Мари Джонс — спортсменка и актриса.
- Каперник, Колин Рэнд — защитник НФЛ.
- Ларсон, Пол Лерой[англ.] — футболист (Калифорнийские золотые медведи[англ.], Чикаго Кардиналс[англ.], Окленд Рэйдерс).
- Брэд Лесли[англ.] — актёр, спортсмен Главной лиги бейсбола (MLB) (Цинциннати Редс, Милуоки Брюэрс).
- Мендонка, Томас Уилки[англ.] — спортсмен MLB (Филадельфия Филлис).
- Джеймс Митчелл[англ.] — актёр.
- Кэл Нидей[англ.] — автогонщик.
- Оливер О’Грэйди[англ.] — ирландский католический священник, лишённый сана.
- Куинн, Джонатан Райан[англ.] — Джонатан Куинн, футболист (Джэксонвилл Джагуарс, Канзас-Сити Чифс; Чикаго Беарз).
- Кори Уильямс — актёр и публичная личность на YouTube.

## В культуре
Терлок и Средняя школа Терлока кратко упоминаются в фильме 1973 года «Американские граффити».
На живом тройном концертном альбоме Europe ’72 группы Grateful Dead музыкант Боб Вейр перед песней Truckin произнёс следующее вступление:
|          | Of course, by now I need to tell you that this song rose straight to the top of the charts in Turlock, California (Cheers). Numero Uno and it stayed there for a week or two. They love us in Turlock, and we love them for that. |  | Конечно, сейчас я должен сказать Вам, что эта песня поднялась прямо на вершину хит-парадов в Терлоке, штат Калифорния (Cheers). Нумеро Уно, и она оставалась там в течение недели или двух. Они любят нас в Терлоке, и мы любим их за это |  |
| Боб Вейр | |  | |  |

В 1960-х годах по радио в центральных долинах Фостер Фармс рекламировались «индюки из Терлока».